# Cohorte romaine
Pour les articles homonymes, voir cohorte.

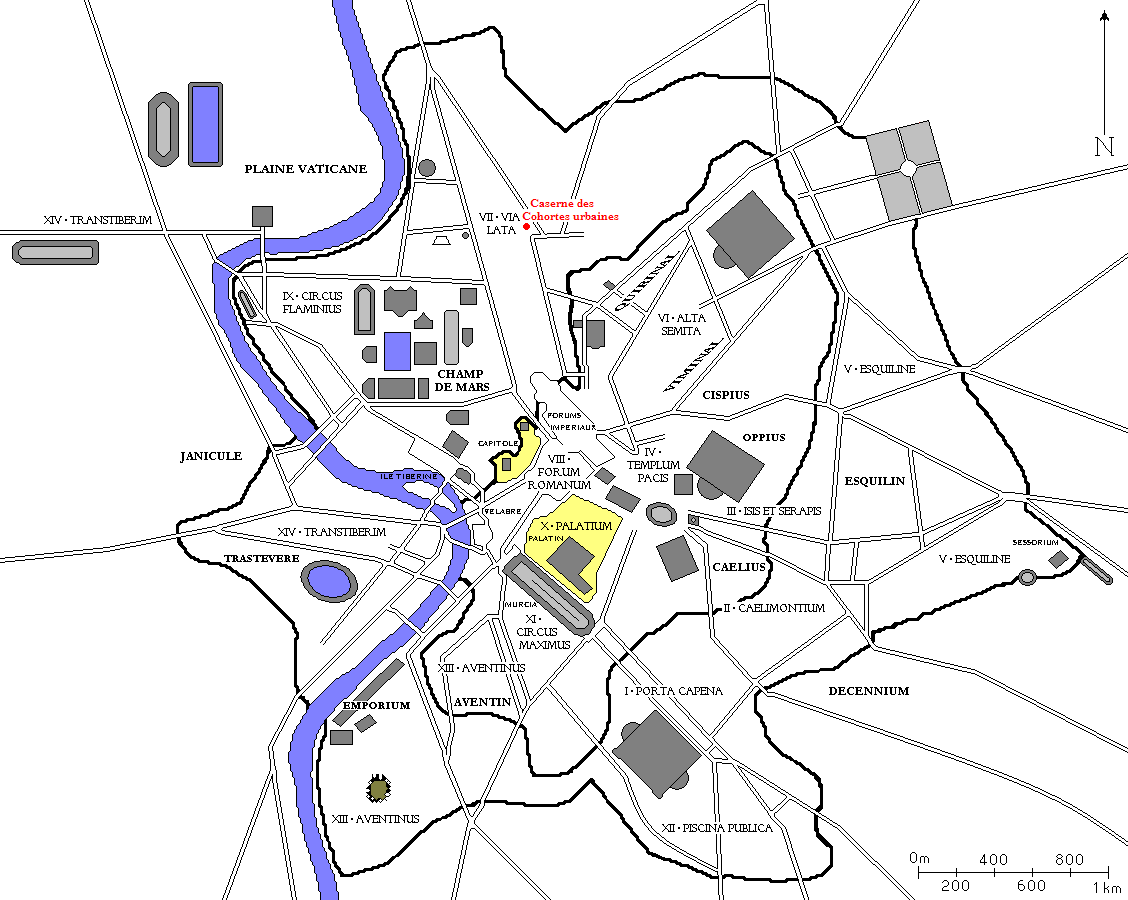
Plan de Rome, avec, en rouge, la caserne des cohortes de la légion.

Une cohorte romaine était une unité tactique constituée en général d'un seul type de soldat dans l'armée romaine. Son apparition a lieu au IIe siècle avant notre ère et fut souvent attribuée à la réforme marianique, elle résultait en fait d'une évolution à plus long terme. Plus tard, avant même le principat, ce terme prit un sens plus large et définit un groupe.

## Cohortes de légion

### Hiérarchie
La cohorte militaire est commandée par un centurion, Pilus Prior. Il y a 6 centurions par cohorte. Le plus haut gradé des centurions commande la cohorte I, son titre est Primus Pilus ou centurion primipile. Voici les titres des six centurions, des cohortes typiques II à X :
| en ordre hiérarchique | en ordre de bataille |
| --- | --- |
| - Centurie I : Pilus Prior - Centurie II : Princeps Prior - Centurie III : Hastatus Prior - Centurie IV : Pilus Posterior - Centurie V : Princeps Posterior - Centurie VI : Hastatus Posterior | - Centurie III : Hastatus Prior (Hastati) - Centurie VI : Hastatus Posterior (Hastati) - Centurie II : Princeps Prior (Principes) - Centurie V : Princeps Posterior (Principes) - Centurie I : Pilus Prior (Triarii) - Centurie IV : Pilus Posterior (Triarii) |

## Réforme de Marius
Après la Réforme marianique, ainsi dénommée car en 107 av. J.-C. le consul Marius autorise l'engagement de citoyens pauvres, les légions romaines se divisent en dix cohortes de six cents légionnaires chacune, chaque cohorte comprenant trois manipules de deux cents hommes. De plus, au lieu d'être divisés, comme auparavant, en hastaires (ou hastati), principes et triaires (ou triarii), les légionnaires furent désormais équipés uniformément, et non plus selon le principe de l'armement dégressif établi selon Tite-Live par Servius Tullius. Les citoyens pauvres trouvent dans la légion un moyen d'obtenir des terres en fin de carrière ainsi qu'une solde régulière. Ils y mettent cependant en parenthèse une partie de leur vie personnelle puisqu'ils renoncent temporairement au fait de fonder une famille. Durant l'époque impériale, la possibilité pour les pérégrins non-citoyens de s'engager 25 ans dans la légion en l'échange de la citoyenneté romaine pleine et entière assure une source de recrutement non négligeable pour les forces de l'Empire.

## Cohortes de la garnison urbaines
C'est avec le règne d'Auguste que la ville de Rome reçut une garnison permanente destinée à assumer de multiples missions depuis la garde de l'empereur jusqu'à la surveillance du quotidien de la ville. Ces unités prirent le nom de cohortes.
- Cohors praetoria
- Cohors urbana sécurité de jour ; organisées sur le type des cohortes prétoriennes, mais sans contingent de cavalerie, les cohortes urbaines comprenaient 1 000 hommes par cohorte, voire 1 500 avant Vitellius.
- Cohors vigilum pompiers, sécurité de nuit ; ce corps est réparti à Rome en 560 hommes commandés par un tribun. Chaque cohorte est divisée en centuries de 70 à 80 hommes et commandée par un centurion princeps et six simples centurions

## Cohortes auxiliaires
Les unités auxiliaires de l'armée romaine sont organisées dès l'époque républicaine en cohorte. Leur position de combat de part et d'autre des légions - sur les ailes - leur vaut le nom de cohors alaria. C'est aussi sur les ailes que combattent les unités auxiliaires de cavalerie. À partir de l'époque augustéenne le terme aile est réservé aux unités auxiliaires de cavalerie divisées en 16 ou 24 turmes, dont chacune est commandée par un décurion. Dans les cohortes auxiliaires, on dénombre 6 à 10 centuries. Les cohortes comprenaient 500 (pour la cohors quingenaria) ou 1000 (pour la cohors milliaria) soldats.  Certaines d'entre elles comportaient de la cavalerie on parle alors de cohors equitata par opposition aux cohortes ordinaires uniquement composées de fantassins (cohors peditata). Une cohorte auxiliaire est dirigée par un préfet, ou s'il s'agit d'une cohorte milliaire par un tribun. Après la réforme de Claude ces officiers sont des membres de l'ordre équestre, la préfecture de cohorte étant le premier poste de la carrière équestre.

## Autre cohortes
Autres types de cohortes  :
- Cohors classica : Marine romaine
- Cohors Germanorum
- Cohors palatina
- Cohors togata : Membre de la garde prétorienne et seul soldat à avoir le droit d'entrer en arme à Rome.
- Cohors speculatorum
- Cohors torquata
- Cohors tumultuaria : Troupes auxiliaires non standards